# Komtejščina
Komtejščina (komtejsko frainc-comtou, francosko franc-comtois) je romanski jezik, ki spada med oilske jezike (langues d'oïl). Govori se ga v pokrajini Francoska Komteja ali Franche-Comté ter v Švici v Kantonu Jura in v jurskem delu Kantona Bern. Jezik je v zadnjih generacijah nazadoval, so ga pa v zadnjih letih zaščitili. V Franciji v Komteji naj bi komtejsko govorilo še okoli 120.000 ljudi, v Švici pa okoli 30.000. V kantonu Jura naj bi jezik znala še okoli polovica prebivalcev. 
1. ↑  Hammarström, Harald; Forkel, Robert; Haspelmath, Martin; Bank, Sebastian (24. maj 2022). »Oil«. Glottolog. Max Planck Institute for Evolutionary Anthropology. Arhivirano iz spletišča dne 8. oktobra 2022. Pridobljeno 7. oktobra 2022.